# 1417년

## 연호
- 명(明) 영락(永樂) 15년
- 일본(日本) 오에이(応永) 24년

## 기년
- 명(明) 성조 영락제(成祖 永樂帝) 15년
- 조선(朝鮮) 태종(太宗) 17년

## 사건
- 조선, 울산병영성 축조

## 탄생
- 8월 2일 - 조선 전기의 성리학자, 문신, 정치가, 언어학자, 외교관 신숙주(申叔舟). (~1475년)
- 11월 7일 - 조선의 제7대 국왕 세조. (~1468년)

### 미상
- 조선 전기의 학자, 관리 이개. (~1456년)
- 조선 전기의 왕족 이녕. (~1474년)
- 조선의 조근(趙瑾).
- 조선의 안관후(安寬厚).

## 사망
- 조선의 완원부원군(完原府院君) 이양우(李良祐). (1346년~)
- 조선의 완산부원군(完山府院君) 이천우(李天祐). (1354년~)
- 음력 윤5월 19일 - 조선의 한천부원군(漢川府院君) 조온(趙溫). (1347년~)
- 조선의 형조판서(刑曹判書) 안등(安騰).
- 조선의 좌군도총제(左軍都摠制) 하구(河久).
- 조선의 계림부윤(鷄林府尹) 한리(韓理).